# میکائلا فیشر
میکائلا فیشر (آلمانی: Mika'ela Fisher؛ زادهٔ ۲۵ فوریهٔ ۱۹۷۵) هنرپیشه، کارگردان فیلم، فیلم‌نامه‌نویس و تهیه‌کننده فیلم اهل آلمان است.
از فیلم‌ها یا برنامه‌های تلویزیونی که وی در آن نقش داشته‌است می‌توان به به هیچ‌کس نگو اشاره کرد.